# Borrelia burgdorferi
Borrelia burgdorferi är en bakterie som kan överföras till människan via fästingar och orsaka sjukdomen borrelia.
Borrelia burgdorferi är en av minst tjugo Borrelia burgdorferi sensu lato-arter man känner till. Av dessa arter kan Borrelia burgdorferi, Borrelia afzelii och Borrelia garinii orsaka den fästingöverförda sjukdomen borrelia. I USA är Borrelia burgdorferi den mest allmänna sjukdomsalstraren, medan Borrelia afzelii och Borrelia garinii främst orsakar sjukdomen i Europa. Borrelia burgdorferi sensu lato tillhör en stam av bakterier som kallas spiroketer. Spiroketerna överförs till människa och djur via en vektor, så kallat värddjur. Dessa utgörs av fästingar inom släktet Ixodes. I Sverige är den vanligaste fästingen Ixodes ricinus, så kallad fårfästingen (se bild i boxen). Smittspridningen sker när fästingen tar sin första blodmåltid från ett smittat djur. Spiroketerna stannar kvar i fästingens mage tills fästingen hittar en värd att suga blod hos. En tid efter att fästingen borrat ner mundelen i huden hos värden vandrar spiroketerna upp från tarmkanalen, och ut genom spottkörtlarna in i den nya värden.

## Historia
År 1909 redovisade den svenske hudläkaren Arvid Afzelius (1857-1923) ett fall av erytema migrans, en röd växande hudförändring, efter fästingbett på vänster klinka hos en av sina patienter. Under tolv års tid ägnade han sin uppmärksamhet åt att hitta liknande röda hudutslag som expanderade i omkrets. Afzelius drog slutsatsen att hudförändringen uppkom efter bett från exempelvis en fästing. År 1972 upptäckte läkare en ledinflammation framför allt i knän hos barn och ungdomar i områden kring Old Lyme, Connecticut i USA. Sjukdomen döptes därför till Lyme arthritis. Orsaken till sjukdomen var först okänd, men fästingarna misstänktes starkt vara orsaken då sjukdomen var årstidsbunden, och patienterna klagade även över fästingbett 1982 hittade Willy Burgdorfer de spiroketer som orsakade sjukdomen, och Borrelia burgdorferi fick sitt namn efter honom.
1991 upptäcktes en 5300 år gammal man täckt av is och snö i den italienska delen av Ötztalalperna. Han kallades således för Ötzi. Då Ötzis DNA undersöktes upptäcktes sekvenser som korresponderade med sekvenser i genomet hos Borrelia burgdorferi till 60 %. Denna upptäckt visar att Ötzi förmodligen var infekterad av borrelia.

## Morfologi
Borrelia burgdorferi har en lång platt cellkropp som är vågformad (se bild). Längden på cellkroppen är mellan 10 och 20 μm och den har en diameter på ungefär 300 nm. Borrelia burgdorferi har en linjär kromosom. Arvsmassan saknar gener som krävs för syntes av aminosyror och lipider, som de istället upptar från omgivningen. Det som gör Borrelia burgdorferi vågformad är flagellerna som går längs med spiroketen från den ena änden till den andra och sitter fästa i utrymmet mellan det inre och det yttre membranet. Flagellerna gör att spiroketerna rör sig som i en korkskruv bakåt eller framåt. Detta gör Borrelia burgdorferi till en mycket rörlig bakterie som effektivt kan simma genom blod och vävnader.Adhesiner på ytan av bakterien ger den förmågan att binda till kärlendotel samt komponenter i extracellulära matrixet, vilket bidrar till vävnadsspridning. På ytan av bakterien finns även så kallade outer surface lipoproteins (Osps) vars uttryck de kan variera beroende på omgivningen, till exempel temperatur och pH-värde. Dessa egenskaper möjliggör att de kan kringgå sin värds immunsystem då den inte känner igen bakterien som en patogen. Bakterierna som ingår i Borrelia burgdorferi sensu lato-komplexet särskiljer sig också genom att de har det största antalet plasmider som hittats hos bakterier. Till skillnad från den linjära kromosomen, vars genuttryck är relativt bevarat, kan plasmidernas genuttryck variera avsevärt. Det naturliga urvalet har selekterat för mutanter som är resistenta mot antibiotika och förutom att Borrelia-spiroketen enkelt kan förändra sina Osps kan de också överföra DNA-sekvenser till andra spiroketer.
Många av de genetiska karaktärer  av Borrelia burgdorferi som studerats har just antibiotikaresistens gemensamt. DNA-överföring kan också ske mellan olika stammar av Borrelia burgdoreferi-spiroketer. Cystbildning används för att kapsla in korta DNA-sekvenser/-fragment och implantera detta i den egna cellväggen. Vesikeln kan sedan frisättas, och detta kan vara ett sätt för spiroketen att överföra DNA till andra Borrelia-spiroketer i omgivningen.

## Livscykel
Spiroketen kan endast överleva inne i en värd. De reproducerar sig genom asexuell förökning, så kallad binär fission. Vid reproduktionen delar sig varje bakterie i två delar och därefter växer det två nya celler. Generationstiden för Borrelia burgdorferi-spiroketen kan variera mycket. Den har i blodsugande nymfer uppskattats till ca 4 timmar men tiden i laboratoriemiljö kan vara mer än 3 ggr så lång (12-24 h.). Man kan föreställa sig att generationstiden saktas ned betydligt under mer ogynnsamma förhållanden som exempelvis lägre temperatur vid övervintring i vektorn. Borrelia burgdorferi-spiroketen tros också kunna bilda små cystor där den kan förvara DNA under särskilt stressande förhållanden, som när förutsättningarna förbättrats kan återutvecklas till en fullstor spiroket.

## Smittspridning

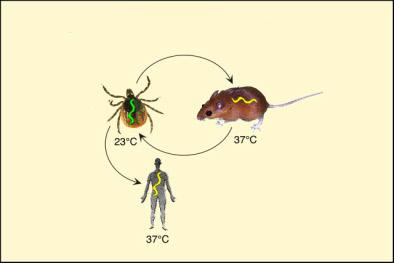
Spiroketen överförs mellan värdar av fästingen.

Många olika djur kan infekteras av Borrelia burgdorferi, däribland fåglar, ödlor och små däggdjur. Det vanligaste sättet på vilket spiroketen överförs från en värd till en annan individ är via fästingar och det är också fästingen som är den enda hittills upptäckta smittoöverföraren till människor.
Borrelia burgdorferi-spiroketen sprids sällan, om någonsin, från en fästing till dess avkomma, utan fästingar smittas främst genom blodet från smittade djur. De flesta av de smittade fästingarna blir bärare av bakterien redan under larvstadiet. Borrelia burgdorferi befinner sig oftast i fästingens mag-/tarmkanal. Bakterien stimuleras när fästingen äter och då påbörjas också bakteriens delningsprocess. Denna process kan dock försvåras då komplementfaktorer från blodet i värddjuret samspelar med fästingens bakterier och detta kan leda till att bakterierna dör. I annat fall utvecklar bakterierna skydd mot värddjurets försvarsmekanismer och blir resistenta mot värdens immunsystem.
Det tar ca 48 timmar för en bakterie att ta sig från fästingens mag-/tarmkanal till dess spottkörtlar för att sedan via dem ta sig in i och infektera den nya värden.
Fästingarna blir först aktiva vid lufttemperaturer över 4–5 °C. Under perioden mars till november söker fästingarna sig till värdar, och man kan hitta dem främst i de sydligare delarna av Sverige. Vid varmare väderförhållanden kan det även finnas enstaka fästingar som söker en värd också under vintermånaderna. Vanligast är att fästingar i nymfstadiet överför borrelia till människa, men även adulta fästingar kan vara bärare och överföra smittan. Borreliabakterierna överförs oftast inte omedelbart, vanligtvis sker detta mellan 36 och 72 timmar efter bettet. I djurmodeller har det dock visats att överförandet av bakterien kan ske inom < 16 timmar . Risken för att smittas av borrelia anses betydligt mindre om fästingen tas bort inom 24 timmar.De Risken att drabbas av borrelia i södra Sverige är ungefär var 150:e fästingbett, och antalet fall i Sverige beräknas vara mellan 5 000 och 10 000 per år. Antalet patienter med borrelia ökar i Europa. Hur stor ökningen är i Sverige är inte känd eftersom borrelia inte är en anmälningspliktig sjukdom och därför inte dokumenterad. I de flesta borreliafall är värden smittad av nymfer, sannolikt för att de är små och svåra att se. Vuxna fästingar är lättare att se. Det innebär att chansen är större att de avlägsnas innan de hinner föra över smittan till värden.

## Sjukdom

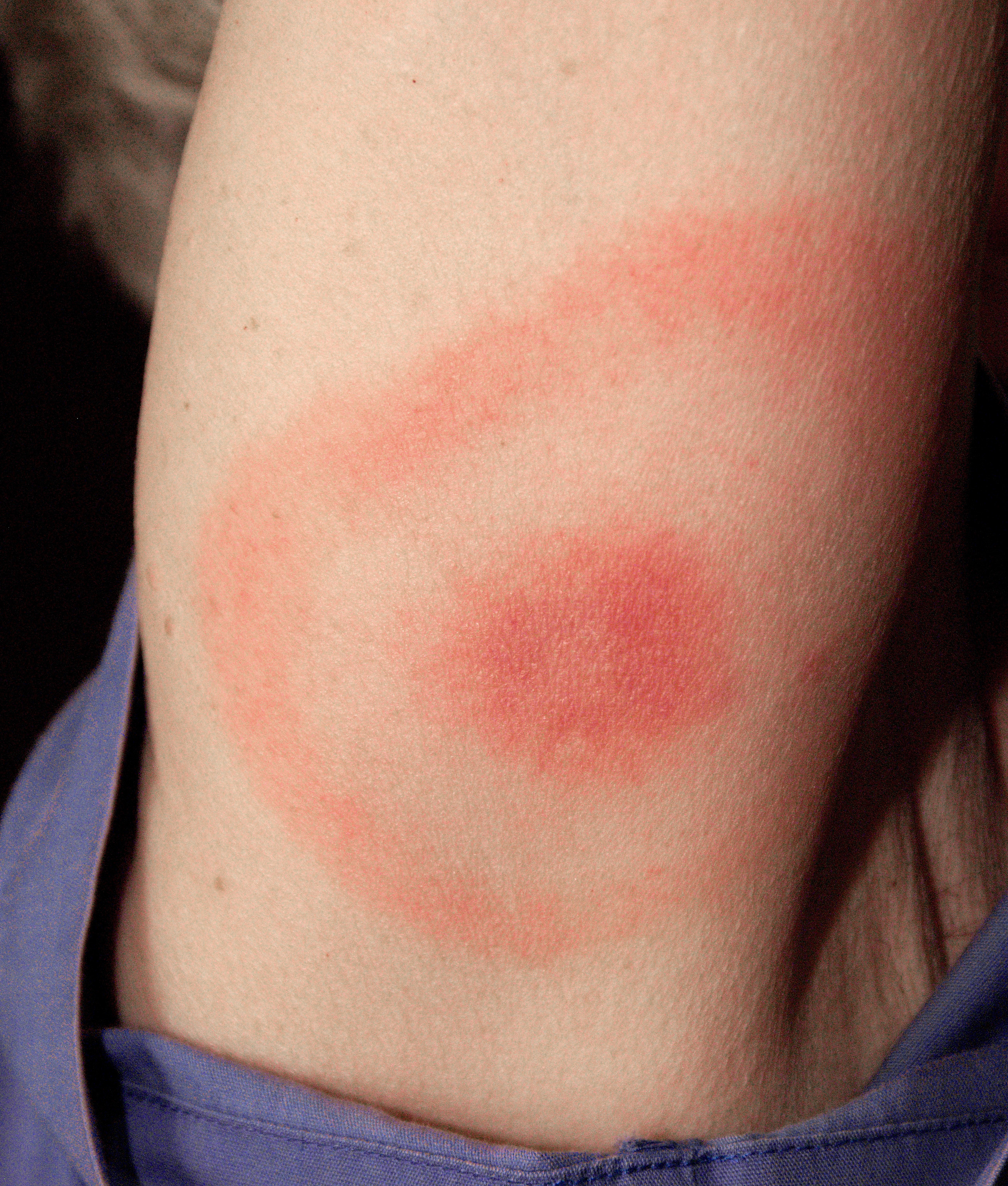
Erytema migrans som finns hos åttio procent av personer med borreliainfektion.

En fästing kan vara bärare av flera borreliagenotyper och också av andra infektionsagens som TBE-virus. Borrelia kan även överföras från moder till foster. Spiroketerna överförs då via moderkakan. Aktuell forskning visar att risken för fosterskada vid borrelia under en graviditet ändå är mycket låg.
Sjukdomens många manifestationer är: erytema migrans, lymfocytom, kronisk akrodermatit, neuroborrelios, artrit, kardit och ögonaffektion. Dessa kan behandlas med antibiotika.Borrelia burgdorferi är främst förknippad med artrit, medan Borrelia garinii har benägenhet för nervsystemet och Borrelia afzelii orsakar hudinfektioner.
Borrelia har tre typiska faser hos obehandlade patienter: 
1. Den vanligaste manifestationen av borrelia är ett växande rött märke som ofta påminner om en pricktavla och uppträder inom 3–30 dagar. Åttio procent av patienterna får ett sådant utslag, som kan finnas kvar i flera veckor.[26] Märket kallas även för erytema migrans. En mer ovanlig form av hudborrelios är borrelia-lymfocytom.[27] Den är ofta lokaliserad till örsnibben och är vanligare hos barn.[28] Andra tidiga tecken är illamående, huvudvärk, yrsel, stel nacke, allvarlig trötthet, feber, muskel-/ledvärk och infekterade lymfkörtlar.[26]
2. Det andra stadiet är neurologiska symtom som hjärnhinneinflammation, hjärninflammation. Det perifera nervsystemet kan också drabbas. Hos mindre än var tionde som får borrelia påverkas nervsystemet, så kallad neuroborrelios. Av patienterna får tio procent hjärtproblem.[26]
3. Det tredje stadiet som nästan ses hos åttio procent av de drabbade är borreliaartrit, som vid utebliven behandling kan bli kronisk.[26][28]

### Behandling och immunitet
Vanligen behandlas neuroborrelios, borreliaartrit och borrelia-lymfocytom med doxycyklin i 10–21 dagar. Något vaccin mot borrelia finns inte i Sverige i dag. Man är inte heller skyddad mot ny borrelia om man haft sjukdomen.